# Carlos Delgado Chapellín
Carlos Delgado Chapellín (f. 2007) fue un político venezolano, quien presidió el Consejo Supremo Electoral entre 1975 y 1990, y fue ministro de Interiores y Justicia durante el gobierno interino de Ramón J. Velásquez.

## Biografía

### Presidente del Consejo Supremo Electoral
Delgado Chapellín fue presidente del Consejo Supremo Electoral entre 1975 y 1990.

### Ministro de Interiores y Justicia
Delgado Chapellín era uno de los candidatos para la transición tras la destitución de Carlos Andrés Pérez. Entre 1993 y 1994 fue ministro de Interiores y Justicia del gobierno interino de Ramón J. Velásquez.  En 1993 lidió con los atentados de Caracas de 1993. El 29 de septiembre de 1993 el ministro declaró haber desmontado un intento de golpe de Estado de extrema izquierda, pero al día siguiente el Ministerio del Interior desmintió sus palabras.
Tras su labor como ministro, Delgado Chapellín fue condecorado junto con el resto del gabinete de Ramón J. Velásquez con la Orden del Libertador en primera clase.

## Fallecimiento
En septiembre de 2007 tuvo un accidente cerebrovascular, falleciendo el 21 de octubre de ese año y siendo sepultado en el Cementerio del Este.